# Луї Монтойє
Луї Монтойє (фр. Louis Montoyer; 1747, Морланвельз, Австрійські Нідерланди, нині Бельгія — 5 червня 1811, Відень) — валлоно-австрійський архітектор XVIII століття, який діяв переважно в Брюсселі та Відні.

## Життєпис
Син Луї Жозефа Монтойє, єгеря в королівському маєтку Марімон (провінція Ено), і Марії Барбе Бамбергерін. 1759 року його батька було вбито бракон'єрами. Спочатку був будівельником в МАрімоні, потім — учнем архітектора Лорана-Бенуа Дьюза.
Працював у Брюсселі архітектором і будівельником з 1778 року. Хоча його вважають архітектором Королівського палацу в Лакені для принца Альберта Саксонського, герцога Тешенського та його дружини ерцгерцогині Марії-Кристини, пізніші дослідження показали, що він просто виконував проєкти інших архітекторів, таких як Шарль де Вайї. У 1795 році він приїхав до Відня з принцом Альбертом Саксонським, герцогом Тешенським, який призначив його своїм придворним архітектором 1780 року. Там спочатку він працював над перебудовою палацу герцога, нині відомого як Альбертіна. Він також побудував церемоніальний зал у Гофбурзі, який з'єднує леопольдіанську частину будівлі зі старим імператорським палацом. Також у Відні Монтойє побудував Палац Розумовського для колишнього російського посла Андрія Розумовського.
25 вересня 1805 року його зробили почесним громадянином Відня, а 1807 року призначили придворним архітектором Франца II. Луї Монтойє поховали на цвинтарі Св. Марка, де його меморіал можна побачити й досі.

## Роботи

### Бельгія
- Брав участь у завершенні Château Charles, коли був звільнений Лоран-Бенуа Дуві[en].
- Брав участь у роботах у замку Морланвельз
- Королівський парковий театр[en] (1782)
- Нагляд за будівництвом Королівського палацу в Лакені за планами Шарля де Вайлі (1782—1784)
- Церква Сен-Жак-сюр-Куденбер[en] у Брюсселі
- Оранжерея Сенефського замка (1782)
- Проекти розширення церкви Святого Йосипа Ватерлоо (1789)

### Відень
- Реконструкція та розширення Альбертіни (1801—1804)
- Redoute Baden, (1801, знесений у 1908)
- Зал урочистостей в імператорському палаці Гофбург (1801—1802)
- Перебудова каплиці Гофбург (1802)
- Розширення Кургаузу (1806)
- Трансформація Мальтійської церкви (1806—1808)
- Палац Розумовського, 1806—1807